# José Ángel Crespo
José Ángel Crespo Rincón (Lora del Río, 9 februari 1987) is een Spaans profvoetballer die doorgaans als verdediger speelt. Hij tekende in de zomer van 2016 een contract tot medio 2019 bij PAOK Saloniki, dat hem transfervrij overnam van Aston Villa.

## Clubcarrière
Crespo stroomde in 2005 door vanuit de jeugd van Sevilla. Hiervoor debuteerde hij op 14 december 2005 in het eerste elftal, in een wedstrijd in het toernooi om de UEFA Cup tegen Bolton Wanderers. Een week later speelde hij tegen Getafe zijn eerste wedstrijd in de Primera División. Zowel tijdens zijn Europese debuut als in zijn competitiedebuut begon Crespo in de basis. Hij debuteerde in het seizoen 2007/08 voor Sevilla in de UEFA Champions League.
Een vaste plaats in de hoofdmacht van Sevilla bleef uit, waarop Crespo in 2010 verhuisde naar Padova, dan actief in de Serie B. Dat verkocht hem een jaar en meer dan veertig competitiewedstrijden later voor 1,364 miljoen euro aan Bologna, op dat moment spelend in de Serie A. Hier bleef een basisplaats uit, waarop de club hem gedurende het seizoen 2012/13 bij Hellas Verona in de Serie B liet spelen. Na zijn terugkeer behoorde Crespo opnieuw een jaar tot de selectie van Bologna, maar opnieuw bleef een doorbraak uit. De Italiaanse club verhuurde hem gedurende het seizoen 2014/15 daarom aan Córdoba. Hier speelde Crespo dat jaar meer wedstrijden op het hoogste niveau dan hij tot dan had gedaan in één seizoen, maar degradeerde hij wel met de club uit de Primera División.
Cordóba nam Crespo in juli 2015 definitief over van Bologna, maar verkocht hem diezelfde maand voor een niet bekendgemaakt bedrag aan Aston Villa, de nummer zeventien van de Premier League in het voorgaande seizoen. Hier tekende hij een contract tot medio 2018. In januari 2016 werd hij voor een half jaar verhuurd aan Rayo Vallecano, waarna PAOK Saloniki hem definitief overnam.

## Interlandcarrière
Crespo won in juli 2006 met Spanje het EK onder 19 in Polen, samen met onder andere zijn clubgenoot Diego Capel. Op het EK bereikte Spanje de finale door in de groepsfase Turkije (5-3), Schotland (4-0) en Portugal (1-1) achter zich te houden en in de halve finale van Oostenrijk te winnen (5-0). In de finale werd met 2-1 gewonnen van Schotland, door twee doelpunten van Alberto Bueno. In 2007 nam hij deel aan het WK onder 20 in Canada.

## Erelijst
Sevilla B
- Segunda División B: 2006/07

Sevilla
- UEFA Cup: 2005/06

 PAOK
- Super League: 2018/19
- Beker van Griekenland: 2016/17, 2017/18, 2018/19

 Spanje onder 19
- Europees kampioenschap voetbal onder 19: 2006

1 Pavlenka ·
2 Camara ·
4 Peña ·
5 Michailidis ·
6 Lovren ·
7 Konstantelias ·
9 Tsjalov ·
11 Taison ·
14 Živković ·
15 Colley ·
16 Kędziora ·
18 Gómez ·
19 Otto ·
20 Vieirinha  ·
21 Rahman ·
22 Schwab ·
23 Sastre ·
25 Thymianis ·
27 Ozdojev ·
28 Wieteska ·
42 Kotarski ·
47 Shoretire ·
70 Samatta ·
71 Thomas ·
77 Despodov ·
80 Pelkas ·
82 Meïté ·
99 Tsiftsis ·
Coach: Lucescu